# Верхня мантія Землі

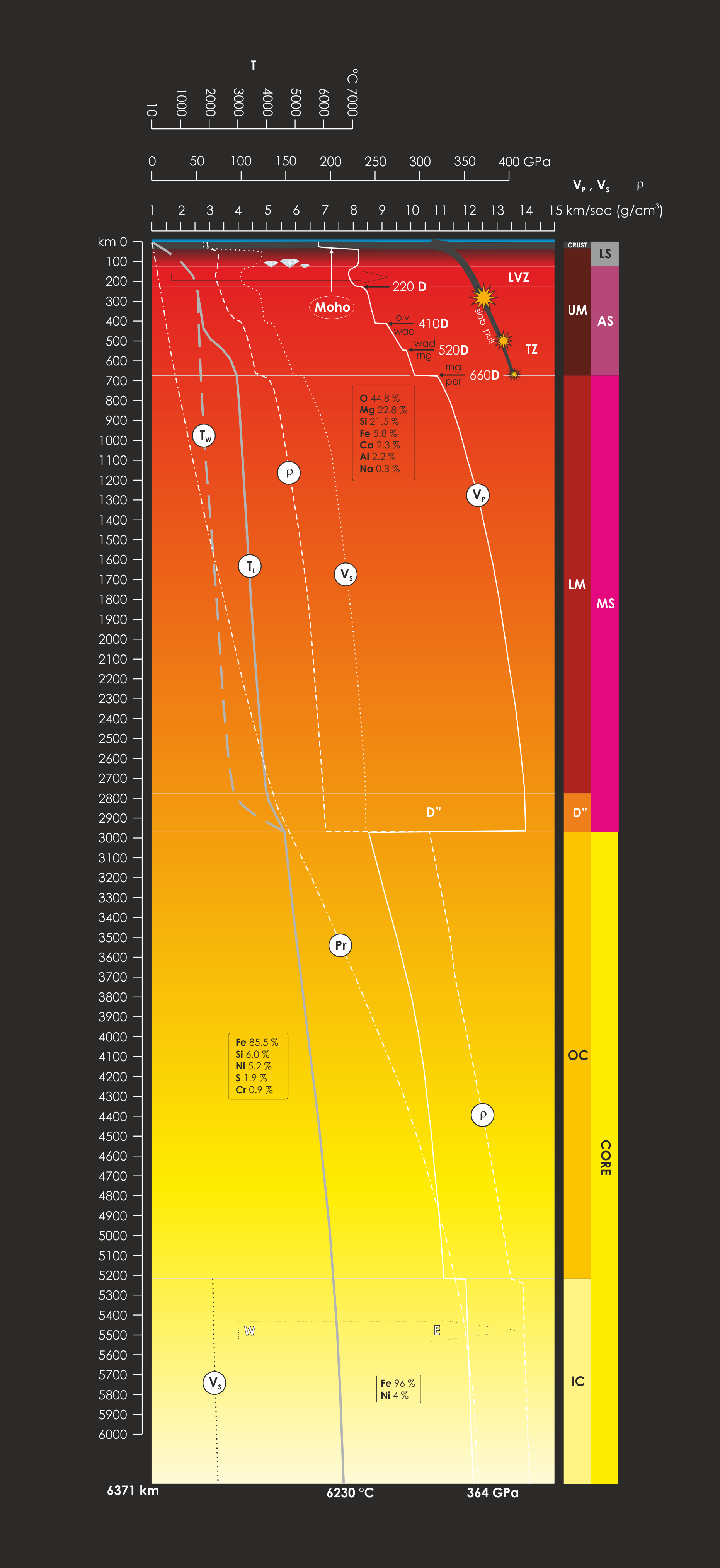
Діаграма глибинної будови Землі за геофізичними даними (швидкості поздовжніх та поперечних сейсмічних хвиль, розрахункова густина речовини, температура та тиск). Верхня мантія позначена буквами UM

Ве́рхня ма́нтія Землі́ — одна з оболонок земної кулі, верхня частина мантії Землі, лежить під земною корою, з якою межує по поверхні Мохоровичича.
Глибина залягання верхньої мантії — від 5-10 км в океанах до 65-75 км у складчастих геосинклінальних поясах. Її підошва лежить на глибині 800–1000 км. У межах верхньої мантії виділяють субстрат (разом із земною корою утворює літосферу), астеносферу і шар Голіцина, який іноді відносять до середньої мантії.
Вважають, що верхня мантія складається переважно з основних і ультраосно́вних гірських порід.